# Emiliano Denis
Emiliano Darío Denis Figueroa (Las Piedras, Canelones, Uruguay, 16 de diciembre de 1991) es un futbolista uruguayo. Juega de arquero en Boyacá Chico de la Primera División de Colombia.

## Clubes
| Club         | País     | Año            | PJ  | Goles |
| ------------ | -------- | -------------- | --- | ----- |
| Bella Vista  | Uruguay  | 2010 - 2013    | 0   | 0     |
| Fénix        | Uruguay  | 2013 - 2014    | 144 | 0     |
| Danubio      | Uruguay  | 2014           | 0   | 0     |
| C.A Cerro    | Uruguay  | 2019 - 2024    |     |       |
| Boyacá Chicó | Colombia | 2024 - Presete | 0   | 0     |

### Títulos nacionales
| Título                              | Club        | País    | Año     |
| ----------------------------------- | ----------- | ------- | ------- |
| Torneo Apertura de Segunda División | Bella Vista | Uruguay | 2009-10 |
| Play-Offs                           | C.A Cerro   | Uruguay | 2021    |